# Bibio beijingensis
Bibio beijingensis är en tvåvingeart som beskrevs av Yang och Guang Yu Luo 1988. Bibio beijingensis ingår i släktet Bibio och familjen hårmyggor. Inga underarter finns listade i Catalogue of Life.